# シェイクスピア・バースプレイス・トラスト

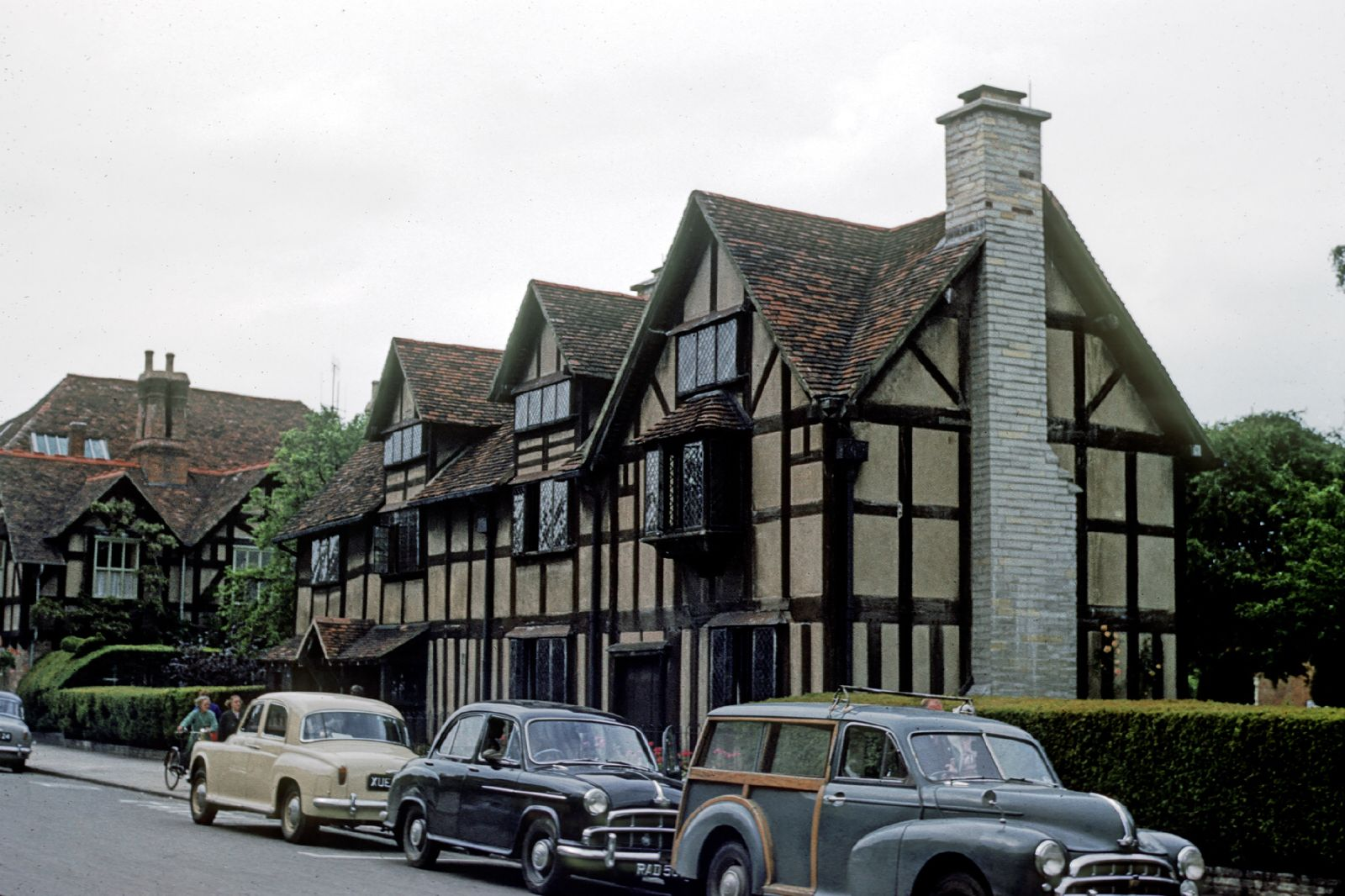
1950-60年代のシェイクスピアの生家。現在正面の道路は歩行者専用で、向こう側の家は取り壊されている。

シェイクスピア・バースプレイス・トラスト (英語: Shakespeare Birthplace Trust、略称SBT)は、イングランド、ウォリックシャーのストラトフォード・アポン・エイヴォンを拠点とした公認の民営教育チャリティ団体である。1847年にウィリアム・シェイクスピアの出生地を保護のため国定記念館として買収したことを受けて組織された。イギリスで最も古い保護団体といわれている。財政援助や公的助成金を受けておらず、一般の人々からの援助や寄付金、観光客からの収入に頼っている。
シェイクスピア・バースプレイス・トラストは世界で最も大きなシェイクスピアチャリティ団体であると考えられており、シェイクスピアに関する演劇やその他の業績の研究、正しい認知を世界的に促進させ、シェイクスピアの知識を一般的に高めようとしている。トラストは、シェイクスピアの生家の地所や博物館、図書、原稿、歴史的関心が寄せられている記録類、絵画や写真、シェイクスピアの人生や時代に特に関係する骨董品からなる図書館を保存・管理している。そして、トラストは国際シェイクスピア協会の本拠にもなっている。

## トラストの起源
バードが死んでから200年以上ものあいだ、シェイクスピアの生家は少し前に寡婦になった妹のジョーン・ハートの子孫によって使用されていた。シェイクスピアの遺言のもと、すべての所有権（宿屋とジョーン・ハートのコテージ）は、シェイクスピアの上の娘のスザンナが所有することとなった。1649年にスザンナが亡くなり、その所有権はスザンナの唯一の子供であるエリザベスにわたった。1670年にエリザベスが亡くなると、所有権はトーマス・ハートに遺贈された。トーマス・ハートとは、シェイクスピアの妹ジョーンの子孫であり、ハートの家族は1646年に彼女が亡くなった後はコテージを借りて生活をしていた。ハート家は1806年まですべての土地の所有権を有していたが、その年に肉屋のトーマス・コートに売った。1846年にコートの寡婦が死亡したときにその土地は再び売りに出され、アメリカの興業師であるP・T・バーナムはその家を買い取り、アメリカに「一つ一つ」船で運ぶと申し出た。国のためにこの土地を買うことで生家保存委員会が組織され、チャールズ・ディケンズのような優れた業績を挙げた人たちの援助により委員会は3,000ポンドを集め、翌年にその家を買い取った。生家保存員会は議会制定法によって法人組織化され、シェイクスピア・バースプレイス・トラストとなった。

## 所有・管理している建物

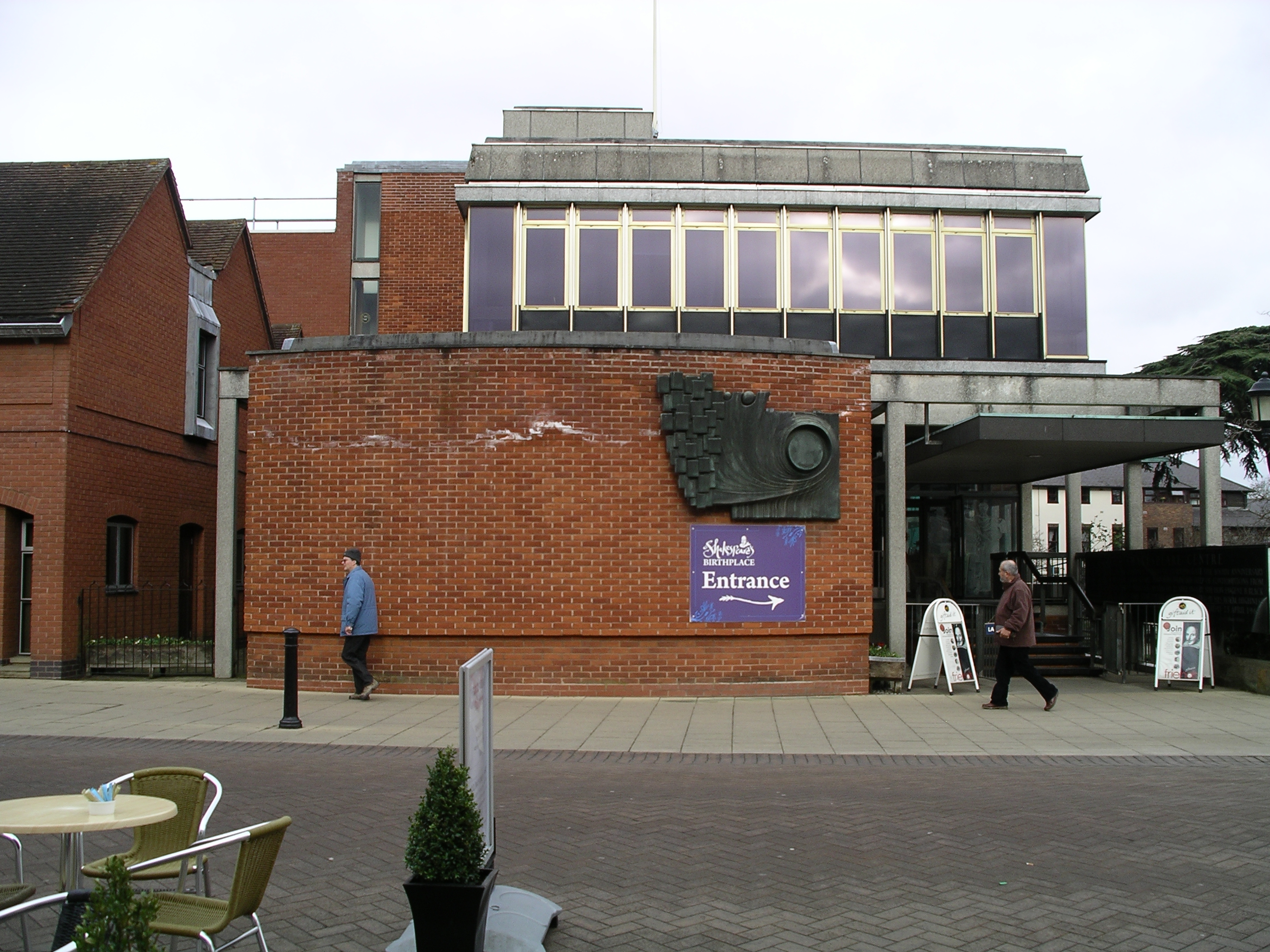
シェイクスピアの家への観光客用の入り口は、隣接したシェイクスピア・センター(1964年開館)から入ることができる。

シェイクスピア・バースプレイス・トラストの本拠はシェイクスピア・センターであり、バースプレイスの隣にはガラスやコンクリートの建物がある。世界中の学者をひきつけるライブラリーや資料、コレクションを正しく保管することを目的として1964年に開館したシェイクスピア・センターの立役者には、1945年から1989年までトラストのディレクターでありOBEであるレヴィ・フォックス博士がいた。
現在トラストはハーバード・ハウスのようなストラトフォード・アポン・エイヴォンの町やその周辺にあるシェイクスピアに関連する数多くの家を所有し、管理している。
- シェイクスピアの生家

ウィリアム・シェイクスピアが生まれ、子供時代を過ごした家。生家は現在、ジョン・シェイクスピアが仕事のために使っていた皮手袋を作る作業場や、家庭の備付家具など、シェイクスピアの時代の家庭の生活を再現している。他の展示物は、所有権の変遷や、家、作業場、宿屋、肉屋の店、文学的な聖地や観光名所のような生家の役割（シェイクスピアの時代以降からの変遷を含む）を説明している。
- ホールズ・クロフト

ホールズ・クロフトは、シェイクスピアの娘のスザンナとその夫のジョン・ホールが1613年から1616年頃に使っていた家であるといわれている。現在そこには16-17世紀の絵画や家具、ホール医師とその時代のよく知られていない医療業務についてのコレクションが収容されている。シェイクスピア・バースプレイス・トラストは現在ホールズ・クロフトの大規模な保全修復活動を行っており、一般公開もされている。
- アン・ハサウェイのコテージ

コテージといわれるが、実際は、いくつかの寝室のついている広々とした12の部屋のある家屋で、シェイクスピアの妻アンの子供時代の家である。シェイクスピアのいた時代ではニューランズ・ファームとして知られ、何世代ものあいだハサウェイ家が所有していた。1892年にトラストに買収され、博物館として一般公開されている。
- シェイクスピアのニュー・プレイス

ストラトフォードにあるシェイクスピア一家の家屋があった場所につくられており、シェイクスピアのニュー・プレイスは、全盛期だったときのシェイクスピアに関する同時代の展望を提供している。芸術品や同時代の風景式庭園及び伝統的な庭園だけでなく、隣にある修復・拡大されたグレード１の重要文化財であるテューダー様式のナッシュの家に展示されている多くの展示物も見ることができる。
- パーマーの農場

ウィルムコート村にあり、パーマーの農場として知られている16世紀の農場は、シェイクスピアの母メアリー・アーデンの子供時代の家といわれている。1930年にトラストによって買収された。パーマーの農場はメアリー・アーデンの農場と呼ばれていたが、1570年代から80年代は友人で隣人のアダム・パーマーが所用していたということがわかり、その結果2000年にパーマーの農場と改名された。パーマーの農場とグリーブ農場を合わせてシェイクスピア・カントリーサイド・ミュージアムとなっている。
- グリーブ農場

グリーブ農場は隣接するパーマーの農場の西に位置し、シェイクスピア・カントリーサイド・ミュージアムの一部である。1514年までさかのぼり、住宅開発業者のせいで危機にさらされ、1968年にトラストによって買収された。実はグリーブ農場はアーデン一家のものであり、シェイクスピアの母メアリー・アーデンの子供時代の家であったことが2000年にわかり、メアリー・アーデンの農場はグリーブ農場と改められた。
- ハーバード・ハウス

ストラトフォード・アポン・エイヴォンの本通りに位置しているハーバード・ハウスは、ハーバード大学の後援者ジョン・ハーバードの祖父であるトーマス・ロジャースによって建てられた。ハーバードの母の家である。

## ライブラリーとアーカイブ
書庫と記録室は現在合併され、シェイクスピアセンターライブラリー・アーカイブになっており、シェイクスピアコレクションとローカルコレクションが所蔵されている。
- シェイクスピアコレクション:

シェイクスピア・バースプレイス・トラストと、ロイヤル・シェイクスピア・カンパニー(RSC)の共同の書籍のコレクションや、1879-1960年のシェイクスピア・メモリアル・シアターの記録文書や、1961年からのRSCの記録が納められている。トラストは世界で最も重要なシェイクスピア図書館のひとつを有しており、70言語以上に訳されたシェイクスピアの翻訳書を含むコレクション、シェイクスピアとその家族に関連する数多くの貴重な文書を保存している。その数はロンドンのイギリス国立公文書館に次いで2番目に多い。
- ローカルコレクション:

ストラトフォード・アポン・エイヴォンとその周辺地域の何千もの文書の記録、本、写真、地図やシェイクスピアと家族に関する歴史的な文書を所蔵している。

## 博物館部門
ミュージアム・デパートメントは、トラストが所有しているすべての歴史博物館のアイテムを管理し展示する責任があり、それはおもにシェイクスピアの生涯やその時代に関するもので、幅広い資料を含んでいる。その他のコレクションは、ストラトフォード・アポン・エイヴォンの社会的・経済的生活を代表するアイテムや、ローマ時代から今日までの特殊なピューターのコレクションなどがある。トラスト・コレクションや管理部門はストラトフォード・アポン・エイヴォンにあるシェイクスピア・センターに事務所をおいている。
トラストは様々なコレクションを広範囲にわたり所有している:
- 考古学

宝石類、武器、陶芸品を含む、その土地から発掘されたローマ人やアングロ・サクソン人の人工遺物。その土地の化石や有史以前のものもある。
- 芸術

シェイクスピアやストラトフォード・アポン・エイヴォンの歴史に関連する芸術作品。
- 家具

15-19世紀、特に16-17世紀の家具。
- 貨幣

ストラトフォードで使われていたものや、シェイクスピアに関係する硬貨や代用硬貨。コレクションはローマ・ケルト人以前のものもある。
- ピューター

ハーバード・ハウスに拠点を置く最初のイギリスのピューターの博物館は、ローマ時代から1930年代の幅広い品を含むが特に16-17世紀のものが中心である。
- シェイクスピア

ウィリアム・シェイクスピア自身に関するもの。
- 社会史

全時代を通してストラトフォード・アポン・エイヴォンの都市生活や社会的生活や勤労生活を説明する幅広い品々。
- 織物

エリザベス朝時代の刺繍や17世紀に彩色された布など。

## 教育と活動
トラストは、一般の人や小学生（文化遺産教育チームとともに実施）から大学生まですべての教育水準の学生のために様々なイベントを開催しており、シェイクスピアに関する講話、講演、講習も行っている。その教育部門を通して、トラストは一年中シェイクスピアの作品についての国際的なプログラムを行っている。
SBTはストラトフォード・アポン・エイヴォン・ポエトリー・フェスティバルを開催しており、それはイギリスで最も古い。SBTは2012年のイベントカレンダーに新しいシェイクスピア映画祭を導入した。イギリスでその種類の最初のフェスティバルである。
SBTはメアリー・アーデンの農場で、賞も受賞したコッツウォルズ種のヒツジやロングホーン種の牛などの家畜を飼育している。